# Peacock (utwór)

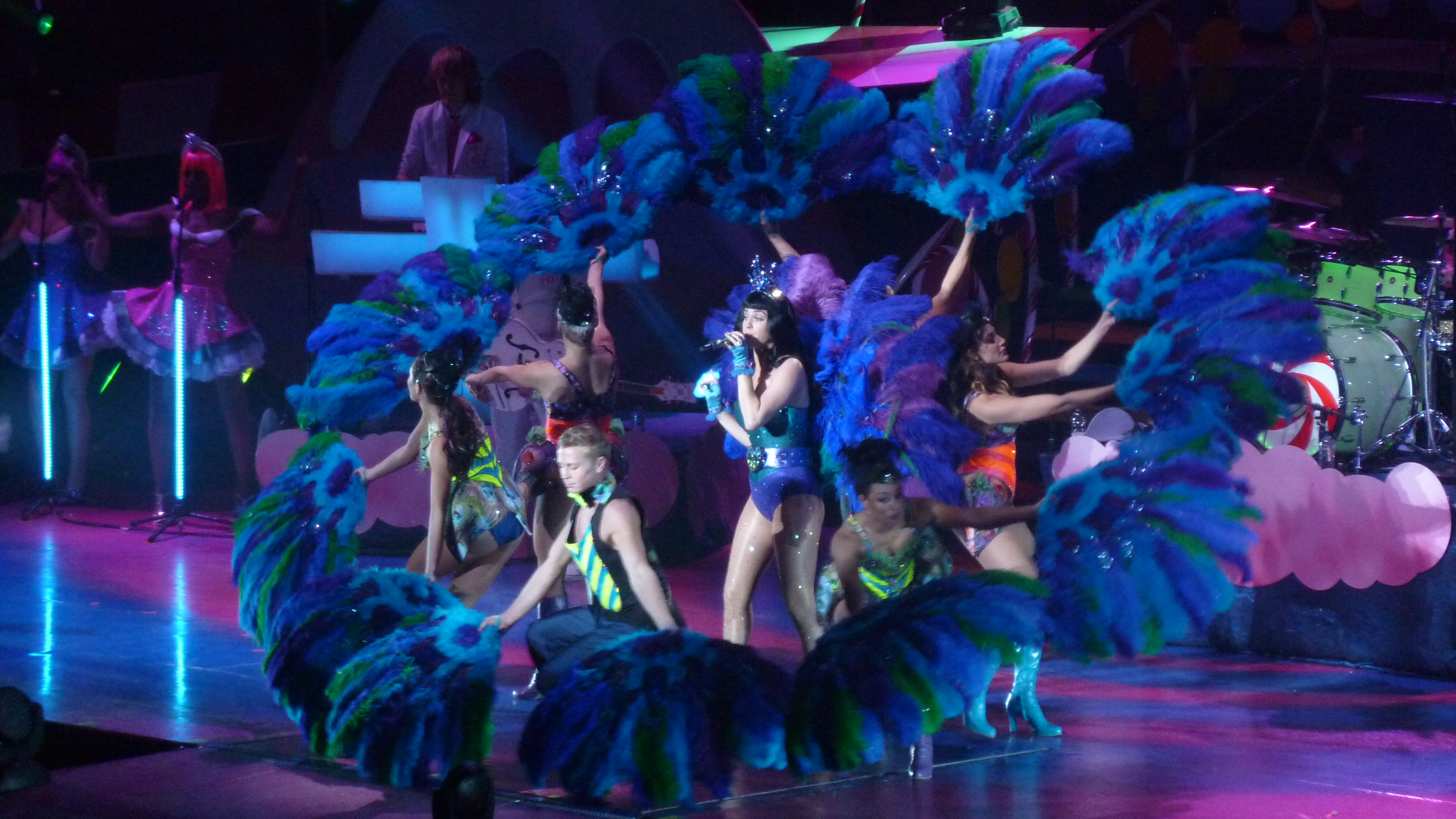
Układ choreograficzny w trakcie wykonywania utworu Peacock podczas trasy koncertowej The California Dreams Tour.

"Peacock" to piosenka amerykańskiej piosenkarki Katy Perry, z jej drugiego albumu Teenage Dream z 2010 roku. Utwór spotkał się z na ogół negatywnymi recenzjami.

## Tło
Początkowo piosenkarka była przeciwna nagrania piosenki, ponieważ uważała ją za zbyt kontrowersyjną. "Wszyscy byli trochę zaniepokojeni słowami piosenki. Tak samo było w przypadku piosenki "I Kissed a Girl". Niezadowolona z idei tworzenia swojej muzyki odmówiła. Piosenka zadebiutowała jeszcze przed wydaniem albumu na początku sierpnia 2010 roku.

## Notowania
Utwór osiągnął przeciętne wyniki na listach przebojów na całym świecie. Piosenka zadebiutowała na miejscu 56 na  Canadian Hot 100. Podobnie w Czechach utwór znalazł się na miejscu 52.  Piosenka najniżej zadebiutowała na UK Singles Chart. Na USA Billboard Hot Dance Songs Club, utwór otrzymał pozycję szczytową.

## Wykonania na żywo
Katy wykonała piosenkę na żywo po raz pierwszy w sierpniu 2010 na MTV World Stage. W listopadzie tego samego roku, Perry wykonała piosenkę również w Roseland Ballroom w Nowym Jorku.

## Tract lista
- CD Version

1. "Peacock" – 3:52

- US Promo CD / Maxi-Single

1. "Peacock" (Hector Fonseca Club Mix) – 8:37
2. "Peacock" (Hector Fonseca "Main Squeeze" Club Mix) – 8:51
3. "Peacock" (Hector Fonseca "Main Squeeze Dub) – 7:46
4. "Peacock" (Manny Lehman Club Mix) – 9:53
5. "Peacock" (Cory Enemy & Mia Moretti Vocal Club Mix) – 5:30
6. "Peacock" (Manny Lehman Tribal Dub) 10:31

## Notowania
| Chart (2010)                             | Peak position |
| ---------------------------------------- | ------------- |
| Kanada (Canadian Hot 100)                | 56            |
| Czechy (IFPI)                            | 52            |
| UK Singles (The Official Charts Company) | 125           |
| US Hot Dance Club Songs (Billboard)      | 1             |